# Perameles eremiana
Perameles eremiana là một loài động vật có vú trong họ Peramelidae, bộ Peramelemorphia. Loài này được Spencer mô tả năm 1897.